# Mar Qu
Mar Qu (kinesiska: Ma Qu, 马曲) är ett vattendrag i Kina. Det ligger i den autonoma regionen Tibet, i den sydvästra delen av landet, omkring 710 kilometer öster om regionhuvudstaden Lhasa.